# Русь (футбольний клуб, Ужгород)
Спортивний клуб Русь (Ужгород) або просто «Русь» (чеськ. SK Rusj Užhorod, угор. SC Rusz Ungvar — чехословацький та угорський футбольний клуб з міста Ужгород. Створений напередодні початку сезону 1925/26 років на зміну «Мадяр АК» (1908). Колишній український клуб «Говерла» (Ужгород) позиціонував себе як спадкоємець цього клубу, вказуючи 1925 рік на клубному логотипі як рік свого заснування.

## Історія

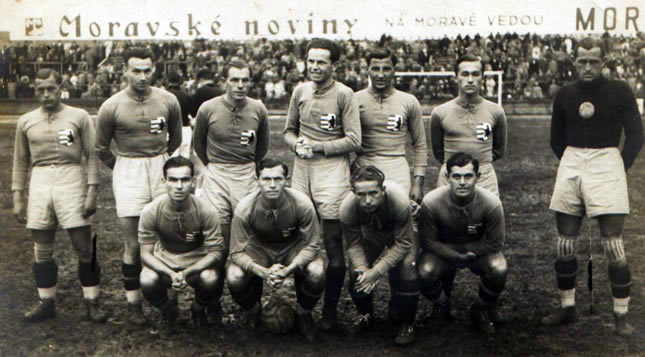
СК «Русь» (Ужгород) за часів виступів у чемпіонатах Чехословаччини

Клуб було засновано 15 серпня 1925 року. Клубними кольорами стали червоний та зелений, в той же час логотипом клубу став герб Карпатської України. 4 червня 1926 року команда зіграла свій перший матч, проти іншого ужгородського клубу, ЧСК, й поступилася у ньому з рахунком 0:2. А 1 червня 1927 року «Русь» відправилася до Львова (у міжвоєнний період — Польща), де зустрілася з іншим українським клубом, «Україна», матч завершився з нічийним рахунком 3:3.
З 1929 року «Русь» виступала у регіональному чемпіонаті Словаччини (у період з 1928 по 1934 роки — у чемпіонаті Східної Словаччини та Карпатської Рутенії).
У 1933 та 1936 роках команда ставала переможцем чемпіонату Словаччини. У 1933 році «Русь» (Ужгород) програла плей-оф за права виходу до Першої ліги чемпіонату Чехословаччини празькому ДФК (1:3, 1:4). Завдяки перемозі у чемпіонаті Словаччини у 1936 році «Русь» автоматично кваліфікувалася для участі у чехословацькому чемпіонаті на сезон 1936/37 років. Проте за результатами сезону клуб посів переодстаннє 11-е місце і вилетів назад до словацького чемпіонату.
Під час Другої світової війни «Русь» виступала у другому дивізіоні угорського чемпіонату (Nemzeti Bajnokság II).
Після завершення війни клуб офіційно було розпущено, але багато його колишніх гравців приєдналися до новоствореної збірної «Закарпаття», яке виступало у радянській Спартакіаді. Збірна Закарпатської області виграла Спартакіаду й була перетворена у клуб «Спартак» (Ужгород), до якого увійшли найкращі футболісти з усього регіону.
Серед відомих тренерів «Русі» необхідно виокремити Отто Мазала-Сквайна, який під час Другої світової війни тренував краківську «Віслу» (1939—1946 роки). Серед гравців ужгородського клубу варто виокремити чехословацького футболіста українського (русинського) походження Олексу Бокшая (нар. 1911 — пом. 2007) та українського футболіста Юрка Крайняка (нар. 1914 — пом. 1999).

## Досягнення
- Чемпіонат Словаччини
  -  Чемпіон (2): 1932/33, 1935/36.
  -  Срібний призер (2): 1928/29, 1933/34, 1934/35.

- Чемпіонат Східної Словаччини та Рутенії
  -  Чемпіон (3): 1928/29, 1932/33, 1933/34

## Статистика виступів
| Сезон      | Див.                                        | Міс.                                        | Іг                                          | В                                           | Н                                           | П                                           | ЗМ                                          | ПМ                                          | О                                           | Національний кубок                          | Європа                                      | Європа                                      | Примітки                                    |
| ---------- | ------------------------------------------- | ------------------------------------------- | ------------------------------------------- | ------------------------------------------- | ------------------------------------------- | ------------------------------------------- | ------------------------------------------- | ------------------------------------------- | ------------------------------------------- | ------------------------------------------- | ------------------------------------------- | ------------------------------------------- | ------------------------------------------- |
| 1928–29    | 2-ий                                        | 1                                           |                                             |                                             |                                             |                                             |                                             |                                             | ?                                           |                                             |                                             |                                             |                                             |
| 1929–30    | 2-ий                                        | 2                                           |                                             |                                             |                                             |                                             |                                             |                                             | ?                                           |                                             |                                             |                                             |                                             |
| 1930–31    | 2-ий                                        | 2                                           |                                             |                                             |                                             |                                             |                                             |                                             | ?                                           |                                             |                                             |                                             |                                             |
| 1931–32    | 2-ий                                        | 2                                           |                                             |                                             |                                             |                                             |                                             |                                             | ?                                           |                                             |                                             |                                             |                                             |
| 1932–33    | 2-ий                                        | 1                                           |                                             |                                             |                                             |                                             |                                             |                                             | ?                                           |                                             |                                             |                                             | поразка в плей-оф за підвищення             |
| 1933–34    | 2-ий                                        | 2                                           |                                             |                                             |                                             |                                             |                                             |                                             | ?                                           |                                             |                                             |                                             |                                             |
| 1934–35    | 2-ий                                        | 2                                           |                                             |                                             |                                             |                                             |                                             |                                             | ?                                           |                                             |                                             |                                             | поразка в плей-оф за підвищення[1]          |
| 1935–36    | 2-ий                                        | 1                                           | 8                                           | 4                                           | 2                                           | 2                                           | 23                                          | 13                                          | 10                                          |                                             |                                             |                                             | Підвищення                                  |
| 1936–37    | 1-ий                                        | 11                                          | 22                                          | 3                                           | 2                                           | 17                                          | 24                                          | 79                                          | 8                                           |                                             |                                             |                                             | Вибув                                       |
| 1937–38    | 2-ий                                        | ?                                           |                                             |                                             |                                             |                                             |                                             |                                             | ?                                           |                                             |                                             |                                             |                                             |
| 1938–39    | матчі призупинені через військовий конфлікт | матчі призупинені через військовий конфлікт | матчі призупинені через військовий конфлікт | матчі призупинені через військовий конфлікт | матчі призупинені через військовий конфлікт | матчі призупинені через військовий конфлікт | матчі призупинені через військовий конфлікт | матчі призупинені через військовий конфлікт | матчі призупинені через військовий конфлікт | матчі призупинені через військовий конфлікт | матчі призупинені через військовий конфлікт | матчі призупинені через військовий конфлікт | матчі призупинені через військовий конфлікт |
| 1939–40[2] | 2-ий "Гірський"                             | 6                                           | 30                                          | 17                                          | 2                                           | 11                                          | 68                                          | 56                                          | 36                                          |                                             |                                             |                                             |                                             |
| 1940–41[3] | 2-ий "Тиса"                                 | 9                                           | 26                                          | 11                                          | 4                                           | 11                                          | 57                                          | 53                                          | 26                                          |                                             |                                             |                                             |                                             |
| 1941–42[4] | 2-ий "Ракочі"                               | 7                                           | 26                                          | 12                                          | 3                                           | 11                                          | 51                                          | 64                                          | 27                                          |                                             |                                             |                                             |                                             |
| 1942–43[5] | 2-ий "Ракочі"                               | 7                                           | 22                                          | 8                                           | 5                                           | 9                                           | 38                                          | 39                                          | 21                                          |                                             |                                             |                                             |                                             |
| 1943–44[6] | 2-ий "Північ"                               | 4                                           | 26                                          | 13                                          | 2                                           | 11                                          | 48                                          | 40                                          | 28                                          |                                             |                                             |                                             |                                             |
| 1944–45[7] | матчі призупинені через військовий конфлікт | матчі призупинені через військовий конфлікт | матчі призупинені через військовий конфлікт | матчі призупинені через військовий конфлікт | матчі призупинені через військовий конфлікт | матчі призупинені через військовий конфлікт | матчі призупинені через військовий конфлікт | матчі призупинені через військовий конфлікт | матчі призупинені через військовий конфлікт | матчі призупинені через військовий конфлікт | матчі призупинені через військовий конфлікт | матчі призупинені через військовий конфлікт | матчі призупинені через військовий конфлікт |
| 1945       | регіональні змагання                        | регіональні змагання                        | регіональні змагання                        | регіональні змагання                        | регіональні змагання                        | регіональні змагання                        | регіональні змагання                        | регіональні змагання                        | регіональні змагання                        | регіональні змагання                        | регіональні змагання                        | регіональні змагання                        | об'єднаний зі «Закарпаття» (Ужгород)        |